# 기장 분기점
기장 분기점(機張分岐點, Gijang Junction, 기장JC)은 부산광역시 기장군 일광읍 화전리와 횡계리에 걸쳐 설치된 동해고속도로와 부산외곽순환고속도로가 만나는 분기점이자 부산외곽순환고속도로의 종점이다. 기장 나들목과 결합된 형태이며, 2017년 12월 28일에 개통되었다.

## 연혁
- 2011년 7월 6일: 분기점 신설을 위해 부산광역시 기장군 도시계획시설 교통광장 면적 변경[2]
- 2017년 12월 28일: 부산외곽순환고속도로 노포 ~ 기장 구간 개통과 함께 통행 개시[3]

## 구조물 정보
- 위치: 부산광역시 기장군 일광읍 화전리, 횡계리

## 접속하는 노선

### 부산・영덕방면
- 동해고속도로 (2-1번)

### 김해방면
- 부산외곽순환고속도로 (11번)

## 교통량 정보
원톨링 시스템에 의해 집계된 부산외곽순환고속도로를 통과한 차량 기준이다.
| 요금소             | 통행량 (대/일) | 통행량 (대/일) | 통행량 (대/일) | 각주  |
| 요금소             | 2017년         | 2018년         | 2019년         | 각주  |
| ------------------ | -------------- | -------------- | -------------- | ----- |
| 기장JC 동 (폐쇄식) | 2,833          | 10,457         | 13,019         | [ 4 ] |
| 기장JC 서 (폐쇄식) | 5,112          | 15,050         | 19,586         | [ 4 ] |